# Bagnes
Bagnes var en tidigare kommun i distriktet Entremont i kantonen Valais, Schweiz. Kommunen slogs den 1 januari 2021 samman med kommunen Vollèges till den nya kommunen Val de Bagnes.
Kommunen var Schweiz största till ytan med sina 284 km², fram till bildandet av kommunen Glarus Süd år 2011. Den största orten i den tidigare kommunen var vintersportorten Verbier och kommunens huvudort var Le Châble. Övriga orter var Bruson, Champsec, Fionnay, Lourtier, Sarreyer och Versegères.

## Demografi
Bagnes hade 8 144 invånare (2019).

### Befolkning efter ort
| Ort        | Invånare 31 dec 2018 |
| ---------- | -------------------- |
| Bruson     | 617                  |
| Champsec   | 348                  |
| Fionnay    | 40                   |
| Le Châble  | 2 248                |
| Lourtier   | 371                  |
| Sarreyer   | 235                  |
| Verbier    | 3 158                |
| Versegères | 918                  |

### Befolkningsutveckling
Mellan år 1850 och 2018 ökade kommunens befolkning med 3 818 invånare.
| Befolkningsutvecklingen i Bagnes 1850–2018 | Befolkningsutvecklingen i Bagnes 1850–2018 | Befolkningsutvecklingen i Bagnes 1850–2018 | Befolkningsutvecklingen i Bagnes 1850–2018 | Befolkningsutvecklingen i Bagnes 1850–2018 |
| ------------------------------------------ | ------------------------------------------ | ------------------------------------------ | ------------------------------------------ | ------------------------------------------ |
|                                            |                                            |                                            |                                            |                                            |
| År                                         |                                            |                                            | Folkmängd                                  |                                            |
| 1850                                       | 1850                                       |                                            | 4 278                                      |                                            |
| 1860                                       | 1860                                       |                                            | 4 327                                      |                                            |
| 1870                                       | 1870                                       |                                            | 4 266                                      |                                            |
| 1880                                       | 1880                                       |                                            | 4 257                                      |                                            |
| 1888                                       | 1888                                       |                                            | 4 233                                      |                                            |
| 1900                                       | 1900                                       |                                            | 4 127                                      |                                            |
| 1910                                       | 1910                                       |                                            | 4 062                                      |                                            |
| 1920                                       | 1920                                       |                                            | 3 997                                      |                                            |
| 1930                                       | 1930                                       |                                            | 3 722                                      |                                            |
| 1941                                       | 1941                                       |                                            | 3 601                                      |                                            |
| 1950                                       | 1950                                       |                                            | 3 609                                      |                                            |
| 1960                                       | 1960                                       |                                            | 4 237                                      |                                            |
| 1970                                       | 1970                                       |                                            | 4 541                                      |                                            |
| 1980                                       | 1980                                       |                                            | 4 652                                      |                                            |
| 1990                                       | 1990                                       |                                            | 5 107                                      |                                            |
| 2000                                       | 2000                                       |                                            | 6 536                                      |                                            |
| 2010                                       | 2010                                       |                                            | 7 787                                      |                                            |
| 2018                                       | 2018                                       |                                            | 8 096                                      |                                            |
|                                            |                                            |                                            |                                            |                                            |

### Befolkning efter språk
|  | Tyska (2,3 %) |

|  | Franska (88,2 %) |

|  | Italienska (1,7 %) |

|  | Rätoromanska (0,0 %) |

|  | Övriga (7,7 %) |

|  | Tyska (1,8 %) |

|  | Franska (83,5 %) |

|  | Italienska (0,8 %) |

|  | Rätoromanska (0,1 %) |

|  | Övriga (13,8 %) |

Uppgifterna från 2000 är baserade på en folkräkning.

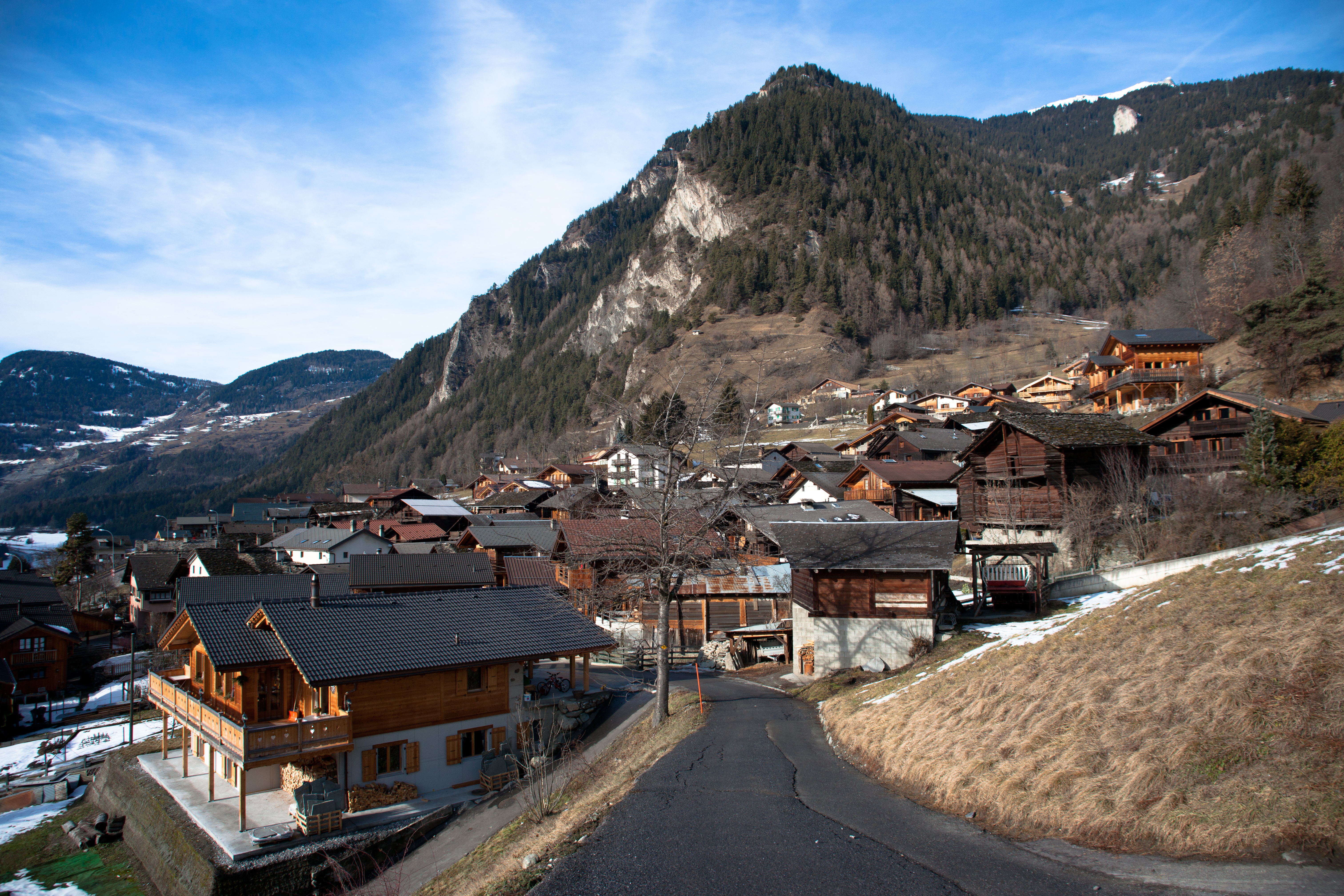
Ortsdelen Le Cotterg i Le Châble.

Uppgifterna från 2014 är baserade på fem på varandra följande årliga strukturundersökningar. Resultaten extrapoleras. De bör tolkas med försiktighet i kommuner med mindre än 3 000 invånare.